# Michael N. Hall
Michael Nip Hall, né le 12 juin 1953 à Porto Rico, est un biologiste moléculaire américano-suisse, professeur au Biozentrum de l'Université de Bâle, en Suisse.
Il a découvert TOR, une protéine essentielle dans la régulation de la croissance cellulaire.

## Biographie

### Jeunesse et éducation
Michael Nip Hall naît le 12 juin 1953 à Porto Rico. Ses parents aimaient la culture latino-américaine, ils ont donc déménagé au Pérou quand il avait trois ans, puis au Venezuela quelques années plus tard. À l'âge de 13 ans, Hall part aux États-Unis pour être pensionnaire à St. Mark's School de Southborough, dans le Massachusetts.
Hall est entré à l'université de Caroline du Nord à Chapel Hill dans la filière artistique, mais s'est tourné vers la zoologie car il voulait étudier la médecine, obtenant son Bachelor of Science en 1976. Il a découvert qu'il n'était pas attiré par la médecine après avoir travaillé dans un hôpital local et s'est tourné vers la recherche alors qu'il travaillait sur sa thèse de spécialisation dans un laboratoire de génétique moléculaire. Hall a obtenu son doctorat à l'université Harvard en 1981.

### Carrière
Hall s'intéresse tout d'abord aux recherches de François Jacob et Jacques Monod sur la génétique bactérienne. Il partit donc à l'Institut Pasteur à Paris en tant que chercheur en 1981 pendant huit mois. Il rejoint ensuite le groupe d'Ira Herskowitz à l'université de Californie à San Francisco comme postdoctorant. Il devient chercheur principal en 1984, dirigeant son propre groupe de recherche.
En 1987, Hall s'installe à Bâle, en Suisse, et rejoint l'institut de biochimie au Biozentrum de l'Université de Bâle, en tant que professeur assistant. Il est promu professeur en 1992.
Hall est nommé à deux reprises vice-directeur au Biozentrum, de 2002 à 2009 et de 2013 à 2016. Il a également été président du Conseil de l'Organisation européenne de biologie moléculaire entre 2021 et 2022, et a siégé au Conseil de 2017 à 2019, puis de 2020 à 2022.
Il siège au conseil d'administration de la Fondation Louis-Jeantet.

## Recherche
Hall est le découvreur de la voie PI3K/AKT/mTOR et du contrôle de la croissance cellulaire, et est surtout connu pour avoir découvert l'enzyme mTOR. En 1991, Hall a découvert deux gènes qui, une fois mutés, rendent la rapamycine incapable d'inhiber la croissance cellulaire chez les levures. Hall les a nommés TOR1 et TOR2, abréviation de "Target of Rapamycin", que son groupe a également séquencés et caractérisés,.
Trois ans plus tard, Stuart Schreiber a identifié l'équivalent mammifère de TOR, connu sous le nom de "cible mammifère de la rapamycine" (mTOR). Le gène et la protéine qu'il code sont plus tard renommés "mechanistic target of rapamycin", tandis que la forme courte reste mTOR.
La protéine codée par le gène TOR (et mTOR) est une protéine kinase activée par les facteurs de croissance, les nutriments et l'insuline. Elle participe à un contrôle central de la croissance cellulaire et du métabolisme. La protéine TOR joue un rôle clé dans le vieillissement et le développement de maladies telles que le cancer, l'obésité, le diabète et les maladies cardiovasculaires.
Après la découverte de TOR, Hall a poursuivi l'étude de l'activité fonctionnelle et de la régulation de TOR et mTOR chez les levures et les humains. Son équipe a été la première a découvrir que les protéines de levures TOR1 et TOR2 peuvent former deux complexes protéiques (appelés TORC1 et TORC2) avec des fonctions et une conformation distinctes. Ils ont poursuivit en montrant que l'homologue chez les Mammifères de TORC2 (nommé mTORC2) n'est pas inhibé par la rapamycine et régule différentes voies de signalisation de mTORC1.
Hall a également identifié de nombreux rôles de mTORC1 et mTORC2, dont celui de l'activation directe de mTORC2 par contact avec les ribosomes, de la glutaminolyse stimulant mTORC1, et de mTORC2 favorisant la synthèse des lipides et les risques de cancer. En collaboration avec Nenad Ban et Timm Maier, Hall a décrit les structures de mTORC1 en 2016 et de mTORC2 en 2018.

## Prix et distinctions
- 1995 : membre de l'Organisation européenne de biologie moléculaire[20]
- 2003 : prix Cloëtta[21]
- 2009 : membre de l'Association américaine pour l'avancement des sciences[22]
- 2009 : prix Louis-Jeantet pour la Médecine[23]
- 2012 : prix Marcel Benoist[24]
- 2013 : membre de l'Académie Suisse des Sciences Médicales[25]
- 2014 : médaille Sir Hans Krebs[26]
- 2014 : prix Breakthrough en sciences de la vie[27]
- 2014 : membre de l'Académie nationale des sciences
- 2015 : prix Gairdner[28]
- 2016 : prix Debrecen de médecine moléculaire
- 2017 : prix Szent-Györgyi[29]
- 2017 : prix Albert-Lasker pour la recherche médicale fondamentale[30]
- 2019 : prix Nakasone du HFSP[31]
- 2019 : prix « Frontières de la connaissance » de la Fondation BBVA[32]
- 2020 : prix Sjöberg
- 2024 : prix Balzan pour les mécanismes biologiques du vieillissement[33].